# Carol Mann
Carol Mann (Buffalo, 3 de fevereiro de 1941 - The Woodlands, 20 de maio de 2018) foi uma golfista profissional norte-americana. Ela se tornou membro do LPGA Tour, em 1961, e ganhou dois campeonatos importantes e 38 eventos da LPGA Tour. Ela integrou o Hall da Fama do Golfe Mundial (World Golf Hall of Fame). Faleceu em The Woodlands, no Texas, aos 77 anos. 

## Carreira amadora
Mann nasceu em Buffalo, Nova York e cresceu em Baltimore, Maryland e Chicago, Illinois. Começou a jogar golfe no campo aos 9 anos de idade. Ela chegou a conquistar o Western Júnior e o Chicago Junior, em 1958, e o Amador de Mulheres de Chicago (Chicago Women's Amateur) em 1960. Ela frequentou a Universidade da Carolina do Norte, em Greensboro.

## Carreira profissional
Mann iniciou a carreira profissional em 1960 e juntou-se a LPGA em 1961. Ela ganhou seu primeiro torneio em 1964 no evento do Aberto das Mulheres do Oeste (Women's Western Open), um grande campeonato da época. Ganhou no total de 38 eventos no LPGA Tour, incluindo dois campeonatos importantes. Em 1968 ganhou o LPGA Vare Troféu e foi nomeada para o Hall da Fama do Golfe Mundial, em 1977. Sua última competição foi em 1981.
Recebeu ainda o título de ''Primeira-Dama do Golfe'' (First Lady of Golf Award), prêmio do PGA da América , em 2008.